# Apatura perlinghia
Apatura perlinghia är en fjärilsart som beskrevs av Adriano Fiori 1931. Apatura perlinghia ingår i släktet Apatura och familjen praktfjärilar. Inga underarter finns listade i Catalogue of Life.